# Aulnois-sous-Laon
Aulnois-sous-Laon è un comune francese di 1 320 abitanti situato nel dipartimento dell'Aisne della regione dell'Alta Francia.

## Società

### Evoluzione demografica
Abitanti censiti